# Golfo de México
El golfo de México es una cuenca oceánica contenida entre los litorales de México, Estados Unidos y Cuba. Los estados mexicanos que tienen costa en este golfo son Tamaulipas, Veracruz, Tabasco, Campeche, Yucatán; los estadounidenses son Florida, Alabama, Misisipi, Luisiana y Texas; y las provincias cubanas son Pinar del Río y Artemisa. La península de Florida y la isla de Cuba ocupan la parte oriental del golfo, donde se encuentra la salida de este hacia el océano Atlántico, en tanto que la península de Yucatán, también al oriente, separa al golfo del mar Caribe, y junto a este forman el mar Mediterráneo Americano.
El golfo de México se formó hace aproximadamente 300 millones de años como resultado de la tectónica de placas. La cuenca del golfo de México tiene una forma más o menos ovalada y tiene aproximadamente 1.500 km de ancho. Su fondo está formado por rocas sedimentarias y sedimentos recientes. Está conectado a parte del océano Atlántico a través del estrecho de Florida entre los Estados Unidos y Cuba, y con el mar Caribe a través del canal de Yucatán entre México y Cuba. Debido a su estrecha conexión con el océano Atlántico, el golfo experimenta oscilaciones de marea muy pequeñas. El tamaño de la cuenca del golfo es de aproximadamente 1,6 millones de km 2 (620.000 millas cuadradas). Casi la mitad de la cuenca está formada por aguas poco profundas de la plataforma continental. El volumen de agua en la cuenca es de aproximadamente 2,4 × 106 kilómetros cúbicos.

## Toponimia
El nombre del golfo deriva en última instancia de mexica, endónimo náhuatl para los aztecas. Aunque no existe un protocolo formal sobre la denominación general de las aguas internacionales, «golfo de México» está oficialmente reconocido por la Organización Hidrográfica Internacional, que busca estandarizar los nombres de las formaciones marítimas internacionales para ciertos propósitos y cuenta a los tres países adyacentes al golfo como Estados miembros.
Los mapas de principios del siglo XVI de Juan de la Cosa y Martin Waldseemüller describían el golfo, aunque lo dejaban sin etiquetar. Un mapa de 1584 de Abraham Ortelius lo etiquetó como «mar del Norte» (Mare de Nort). Hernán Cortés también lo llamó por este nombre («mar del Norte») en sus despachos, mientras que otros exploradores españoles lo llamaron golfo de Florida o «golfo de Cortés». Otros mapas europeos antiguos lo llamaban «golfo de San Miguel» (en latín: Sinus S. Michaelis), «golfo de Yucatán» (en latín: Golfo de Iucatan), «mar de Yucatán» (en latín: Mare Iuchatanicum), «gran golfo de las Antillas» (en latín: Sinus Magnus Antillarum), «mar de Catay» (en latín: Mare Cathaynum) o «golfo de Nueva España». En un momento dado, el Virreinato de Nueva España rodeó el golfo y la Tierra Firme se extendía por lo que actualmente es el sureste de Estados Unidos.
El nombre «golfo de México» (en inglés: Gulf of Mexico; en francés: golphe du Mexique, después golfe du Mexique) apareció por primera vez en un mapa mundial en 1550 y en un relato histórico en 1552. Ha sido el nombre más común desde mediados del siglo XVII, cuando todavía se consideraba un mar español. Los jesuitas franceses utilizaron este nombre ya en 1672. En el siglo XVIII, las cartas del almirantazgo español etiquetaron al golfo de manera similar como «Ensenada Mexicana» o «Seno Mexicano». Hasta la separación de la República de Texas de México en 1836, el límite costero mexicano se extendía hacia el este a lo largo del golfo hasta la actual Luisiana.
En 2025, el presidente de los Estados Unidos, Donald Trump, firmó la Orden Ejecutiva 14172 que instruyó al secretario del Interior adoptar el nombre de Gulf of America en la nomenclatura a ser usada por el gobierno de los Estados Unidos en su idioma, especificando un área de la plataforma continental de los Estados Unidos «que se extiende hasta el límite marítimo con México y Cuba». Dicho término inglés es traducido al español por los medios de comunicación como «golfo de América» o, si no emplean la anglofonía del término América, «golfo de Estados Unidos». Ese nombre se había utilizado anteriormente con humor, como en The Colbert Report en 2010 y en un proyecto de ley satírico de 2012 del legislador de Mississippi Steve Holland. El Departamento del Interior confirmó que el uso del nombre de Gulf of America entraba en vigencia en las agencias federales estadounidenses el 24 de enero, aunque el cambio no se aplica en un contexto internacional. Varios organismos y medios de comunicación reaccionaron a la acción federal y la mayoría expresó que prevalecería el uso común. Google Maps alternará el nombre que se visualiza en función de la ubicación del usuario.

## Geografía
El golfo de México y su vecino el mar Caribe conforman una región marítima del océano Atlántico que se encuentra casi completamente rodeada por el continente americano y por islas. Por este motivo, la combinación de ambos es conocida también como mar Mediterráneo Americano. México posee extensas plataformas continentales que se adentran en el mar, las plataformas del Caribe son más reducidas y terminan en simas que alcanzan de 2000 a 3000 metros de profundidad. Son abundantes los estudios científicos llevados a cabo en ambos mares; sin embargo, la historia de su evolución geológica aun presenta importantes lagunas de conocimiento. En tanto el mar Caribe presenta fenómenos sísmicos y erupciones volcánicas de forma aislada, la cuenca del golfo de México es geológicamente más organizada.
Ambas regiones marítimas están unidas al océano Atlántico a través de numerosos estrechos y pasos los cuales a través de numerosos canales se abren paso al océano señalado. No obstante, el intercambio de masas de agua entre las distintas cuencas marinas es limitado, dado que las zonas de comunicación suelen ser de aguas poco profundas. El canal de Yucatán une el mar Caribe con el golfo de México. Las aguas del Caribe son claras, con una menor salinidad que las del Atlántico y circulan en sentido contrario a las agujas del reloj. El agua fluye hacia el Caribe principalmente a través de los estrechos de las Antillas Menores, donde se calienta y abandona la región por el canal de Yucatán en dirección al golfo de México. Estas aguas forman aquí las fuentes de la corriente del golfo. El mar Caribe se encuentra en la zona de los alisios del norte y, por tanto, se caracteriza por la constante presencia de vientos de componente este. Las mayores precipitaciones tienen lugar a lo largo del cálido verano tropical. En esta época también se produce la llegada al Mediterráneo americano de la mayoría de huracanes procedentes del Atlántico, mientras que son escasos los ciclones tropicales que se forman localmente.
Las cálidas aguas del golfo de México y del mar Caribe albergan uno de los ecosistemas más espectaculares y con mayor diversidad biológica de la Tierra. Además de especies raras como el manatí o vaca marina, los juguetones delfines moteados y los gigantescos tiburones ballena, abundan también las tortugas marinas, los aligátores y diversas especies de grullas. El golfo de México, en particular, destaca por su riqueza pesquera; las especies más importantes son, por ejemplo, el reo o trucha de mar, el salvelino (un salmónido), el lenguado, la caballa, el atún, el pez vela, la mojarra, el mero y la cubera.
La región padece graves problemas medioambientales. El turismo, la pesca deportiva y la pesca comercial ya han destruido algunas pequeñas islas coralinas. Los pescadores de gambas locales se enfrentan con los protectores de las tortugas y los ecologistas se preocupan por las elevadas capturas accidentales de especies amenazadas. No obstante, en los últimos años se ha conseguido detener el declive de algunas especies de pelícanos y grullas; además, actualmente los grupos ecologistas se dedican a la protección de muchas de las pequeñas islas.
Productos como el petróleo y el gas natural, el mineral de hierro, la bauxita, el azúcar, el café y las bananas son algunos de los bienes comerciales más importantes del Mediterráneo americano. En esta región marítima hay miles de plataformas de prospección petrolífera y refinerías, por lo que es prácticamente inevitable que se produzcan vertidos accidentales e incendios en las plataformas que son difíciles de controlar. Además, esta región tiene una fuerte dependencia económica del comercio americano y europeo, así como de la industria del turismo.

## Acuerdos de delimitación fronteriza marítima
- Los Estados Unidos Mexicanos y La República de Cuba. Acuerdo sobre delimitación de los espacios marítimos de los Estados Unidos Mexicanos y la República de Cuba, en las áreas en que dichos espacios serán colindantes en virtud del establecimiento de la zona económica exclusiva de México y la eventual creación de una zona económica de Cuba (o su equivalente), del 26 de julio de 1976.

- Los Estados Unidos de América y Los Estados Unidos Mexicanos. Tratado para resolver las diferencias fronterizas y pendientes y para mantener a los ríos Bravo y Colorado como la frontera internacional entre los Estados Unidos Mexicanos y los Estados Unidos de América, del 23 de noviembre de 1970; Tratado sobre límites marítimos entre los Estados Unidos Mexicanos y los Estados Unidos de América, del 4 de mayo de 1978, y Tratado entre el Gobierno de los Estados Unidos Mexicanos y el Gobierno de los Estados Unidos de América sobre la delimitación de la plataforma continental en la región occidental del Golfo de México, más allá de las 200 millas náuticas, del 9 de junio de 2000.

- Los Estados Unidos de América y La República de Cuba. Acuerdo sobre límites marítimos entre los Estados Unidos de América y la República de Cuba, del 16 de diciembre de 1977.

## Historia
Aunque Cristóbal Colón es acreditado como el descubridor de América, ninguno de los barcos de sus cuatro viajes llegaron al golfo de México. En el año 1492 tomó posesión de las Bahamas en nombre de la Corona española, convencido de haber encontrado una nueva ruta marítima hacia Asia. Colón en los viajes posteriores solo exploró el mar Caribe. El primer europeo que exploró en aguas del golfo de México fue Américo Vespucio en 1497. Siguió la línea costera continental de América Central antes de volver al océano Atlántico a través del estrecho de la Florida, entre la península de la Florida y Cuba. En sus cartas, Vespucio describió este viaje, y una vez que Juan de la Cosa regresó a España realizó un famoso mapa que ya representa a Cuba como una isla (mapa de Juan de la Cosa).
En 1506, Hernán Cortés tomó parte en la conquista de La Española y de Cuba, recibiendo una gran propiedad de tierra y esclavos indios por su esfuerzo. En 1510, acompañó a Diego Velázquez de Cuéllar, un ayudante del gobernador de La Española, en su expedición a la conquista de Cuba. En 1518 Velázquez le puso al mando de una expedición para explorar y asegurar el interior de México para la colonización.
En 1517, Francisco Hernández de Córdoba descubrió la península de Yucatán, siendo el primer europeo que se encontró con una civilización avanzada en el continente americano, que contaba con edificios de construcción sólida y una organización social compleja que reconoció comparables con las del Viejo Mundo; también tuvo razón para esperar que esa nueva tierra habría oro. Todo esto animó dos expediciones más, la primera en 1518, bajo el mando de Juan de Grijalva, y, la segunda en 1520, bajo el mando de Hernán Cortés, que condujo a la exploración española, la invasión militar, y en última instancia los asentamientos y la colonización conocida como la conquista de México. Hernández no vivió para ver la continuación de su obra: murió en 1517, el año de su expedición, como consecuencia de las lesiones y la sed extrema sufrida durante el viaje, y decepcionado al saber que Diego Velázquez había dado prioridad a Grijalva como capitán de la siguiente expedición al Yucatán.
En 1523, Ángel de Villafañe navegó hacia la Ciudad de México, pero naufragó en el camino a lo largo de la costa de la isla del Padre, Tejas, en 1554. Cuando la noticia del desastre llegó a la Ciudad de México, el virrey solicitó una flota de rescate y envió de inmediato a Villafañe marchar por tierra hasta encontrar los barcos cargados de tesoros. Villafañe viajó a Pánuco y contrató un barco para transportarle al sitio, que ya había sido visitado desde esa comunidad. Llegó a tiempo para saludar a García de Escalante Alvarado (sobrino de Pedro de Alvarado), comandante de la operación de salvamento, cuando Alvarado llegó por mar el 22 de julio de 1554. El equipo trabajó hasta el 12 de septiembre para salvar el tesoro de la isla del Padre. Esta pérdida, en combinación con otros desastres de barcos en todo el golfo de México, dio lugar a un plan para establecer un asentamiento en la costa norte del golfo para proteger la navegación y hacer más rápido el rescate de los náufragos. Como resultado, fue enviada la expedición de Tristán de Luna y Arellano, que desembarcó en la bahía de Pensacola el 15 de agosto de 1559.
El 11 de diciembre de 1526, Carlos I de España concedió a Pánfilo de Narváez una licencia para reclamar lo que hoy es la costa del golfo de los Estados Unidos, conocida como la expedición de Narváez. El contrato le daba un año para reunir un ejército, salir de España, ser lo suficientemente grande para fundar al menos dos ciudades de 100 personas cada una, y la guarnición de dos fortalezas más en cualquier lugar a lo largo de la costa. El 7 de abril de 1528, vieron tierra al norte de la bahía de Tampa. Se volvió hacia el sur y viajó durante dos días en busca de un gran puerto que Miruelo, piloto maestro, conocía. En algún momento durante esos dos días, una de las cinco naves restantes se perdió en la accidentada costa, pero nada más se sabe de él.  A partir de la Conquista, se llamó a las aguas golfo de Nueva España.
Aunque España mantuvo el control de esta región marítima a lo largo de los siglos siguientes, también establecieron colonias en las islas orientales del Caribe otros países como Gran Bretaña, Francia, Países Bajos y Dinamarca.
En 1697, Pierre Le Moyne d'Iberville navegó desde Francia y fue elegido por el ministro de Marina para dirigir una expedición para descubrir la desembocadura del río Misisipí y colonizar la Luisiana que los ingleses codiciaban.  La flota de Iberville zarpó de Brest el 24 de octubre de 1698. El 25 de enero de 1699, Iberville llegó a la isla Santa Rosa frente a Pensacola, fundada por los españoles; navegó desde allí a la bahía de Mobile y exploró la isla Massacre, más tarde rebautizada como isla Dauphin. Echó el ancla entre la isla Cat y la isla Ship, y el 13 de febrero de 1699, se trasladó a la parte continental, Biloxi, con su hermano Jean-Baptiste Le Moyne de Bienville. El 1 de mayo de 1699 ya se había completado un fuerte en el lado noreste de la bahía de Biloxi, un poco en la parte trasera de lo que hoy es Ocean Springs, Misisipi. Esta fortaleza fue conocida como Fort Maurepas o Biloxi Vieja. Pocos días después, el 4 de mayo, Pierre Le Moyne se embarcó para Francia dejando a su hermano adolescente, Jean-Baptiste Le Moyne, como segundo al mando del destacamento francés.
Hasta inicios del siglo XIX el golfo de México era conocido por el nombre de Seno Mexicano o Seno Mejicano.

En la porción del golfo de México correspondiente al litoral norte de la península de Yucatán, hacia el canal de Yucatán, habría caído hace 65 millones de años un meteorito formando un cráter de 180 km de diámetro, denominado cráter de Chicxulub, y provocando la extinción de los dinosaurios y otras especies.

## Límites marinos
La máxima autoridad internacional en materia de delimitación de mares, el «International Hydrographic Organization» (IHO), define en su publicación de referencia mundial, «Limits of oceans and seas» (Límites de océanos y mares) (3.ª edición de 1953), el golfo de México (que tiene el número de identificación 26) de la forma siguiente:

En el Sureste,
Una línea que une el faro de cabo Catoche (21º 37' N, 87º 04' O) con el faro del cabo de San Antonio en Cuba, a través de esta isla hasta el meridiano 83º O y hacia el norte a lo largo de esta meridiano hasta la latitud de la punta Sur de Dry Tortugas (24º 35' N), a lo largo de dicho paralelo en dirección este hasta Rebecca Shoal (82º 35' W) y desde allí a través de los bancos y los Cayos de Florida al continente al final oriental de la bahía de la Florida, todas las aguas del estrecho de Tortugas Secas y el continente se consideran dentro del Golfo.
On the Southeast,
A line joining Cape Catoche Light (21º 37' N, 87º 04' W) with the Light on Cape Antonio in Cuba, through this island to the meridian of 83ºW and the Nortward along this meridian to the latitude of the South point of the Dry Tortugas (24º 35' N), along this parallel Eastward to Rebecca Shoal (82º 35' W) thence through the shoals and Florida Keys to the mainland at eastern end of Florida Bay, all the narrow waters the Dry Tortugas and the mainland being considered to be wihin the Gulf.
Limits of oceans and seas. Pág. 14.